# Burg Neuleiningen
Neuleiningen ist die Ruine einer Höhenburg im Leininger Sporn am Rande des Pfälzerwalds. Sie liegt auf der Gemarkung der Ortsgemeinde Neuleiningen im Landkreis Bad Dürkheim (Rheinland-Pfalz) und ist eine der drei Burgen am oberen Eckbach, die aus der Frühzeit des fränkischen Adelsgeschlechts der Leininger stammen. Die beiden anderen sind Altleiningen und Battenberg.
Die Burg Neuleiningen ist als Kulturdenkmal eingestuft.

## Geographische Lage
Die Burg auf einer Höhe von 269,8 m ü. NHN auf einem Schlossberg genannten Südsporn des Grünstadter Bergs liegt an der geologischen Nahtstelle des Pfälzerwalds, hier seines nordöstlichen Teilbereichs Leininger Sporn, zum tertiären Alzeyer Hügelland. Die Steilhänge zum Tal des Eckbachs (180 m) unmittelbar südlich der Burg sind noch eingeschnitten in den Buntsandstein des Pfälzerwalds, die Trasse der nördlich nur 200 m entfernten und lediglich wenige Meter höher gelegenen Autobahn 6 verläuft bereits gänzlich über tertiäre Gesteine.

## Geschichte

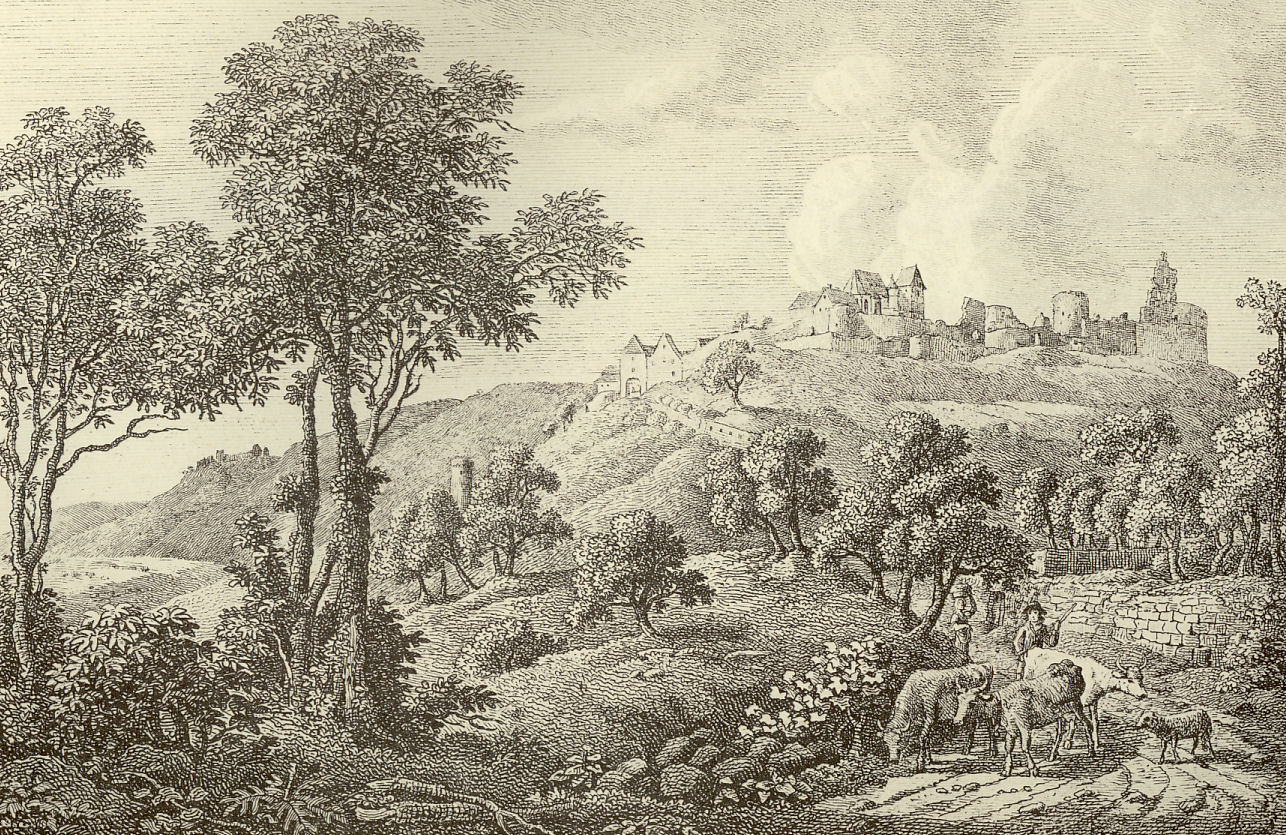
Burgruine um 1800, Kupferstich von Jakob Roux

Der Name der Wehranlage leitet sich – wie bei der 5 km südwestlich gelegenen älteren Schwesterburg Altleiningen – von den fränkischen Grafen von Leiningen ab, denen vormals das Leiningerland gehörte.
Erbaut wurde die Burg nach einer Erbteilung um 1240 durch Graf Friedrich III. von Leiningen-Dagsburg. Zusammen mit der südlich gegenüber (Luftlinie 1400 m) auf 284 m Höhe gelegenen Burg Battenberg kontrollierte sie den Eingang des Eckbachtals von der Rheinebene her. Über verschiedene Linien der Leininger verblieb sie mehr als 200 Jahre in deren alleinigem Eigentum.
1468 mischte sich Kurfürst Friedrich der Siegreiche von der Pfalz in leiningische Erbstreitigkeiten ein und nahm die Burg mit Gewalt in Besitz. Über mehrere Zwischenstadien kam es 1508 zu einem Vergleich: Die Burg wurde zwischen dem Bistum Worms und den Grafen von Leiningen-Westerburg aufgeteilt.
Im Bauernkrieg wurde die Burg 1525 ohne Kampf den aufständischen Bauern geöffnet, die indessen, von der listigen Gräfin Eva (1481–1543) freundlich und üppig bewirtet, wieder abzogen, ohne größeren Schaden anzurichten. Der Heimatdichter Paul Münch beschreibt diese historisch verbürgte Episode in seinem Pfälzer Mundartgedicht Die Gräfin Eva vun Neileininge. Auch im Dreißigjährigen Krieg musste die Burg nur unbedeutende Beschädigungen hinnehmen.
Während des Pfälzischen Erbfolgekriegs allerdings brannten die französischen Truppen im Jahre 1690 die gesamte Anlage nieder. Die beiden Eigentümer, Leiningen-Westerburg und Bistum Worms, konnten sich in der Folgezeit nicht über den Neuaufbau einigen – Leiningen war dafür, Worms jedoch dagegen. 1767 verkaufte Karl von Leiningen-Westerburg schließlich die Leininger Hälfte an das Bistum Worms.
Im Gefolge der Französischen Revolution wurde die Burgruine säkularisiert und ging 1804 ins Eigentum der Gemeinde Neuleiningen über. Diese veräußerte sie vier Jahre später; 1874 kaufte Graf Karl Emich zu Leiningen-Westerburg-Neuleiningen (1856–1906) sie für seine Familie zurück.

## Anlage

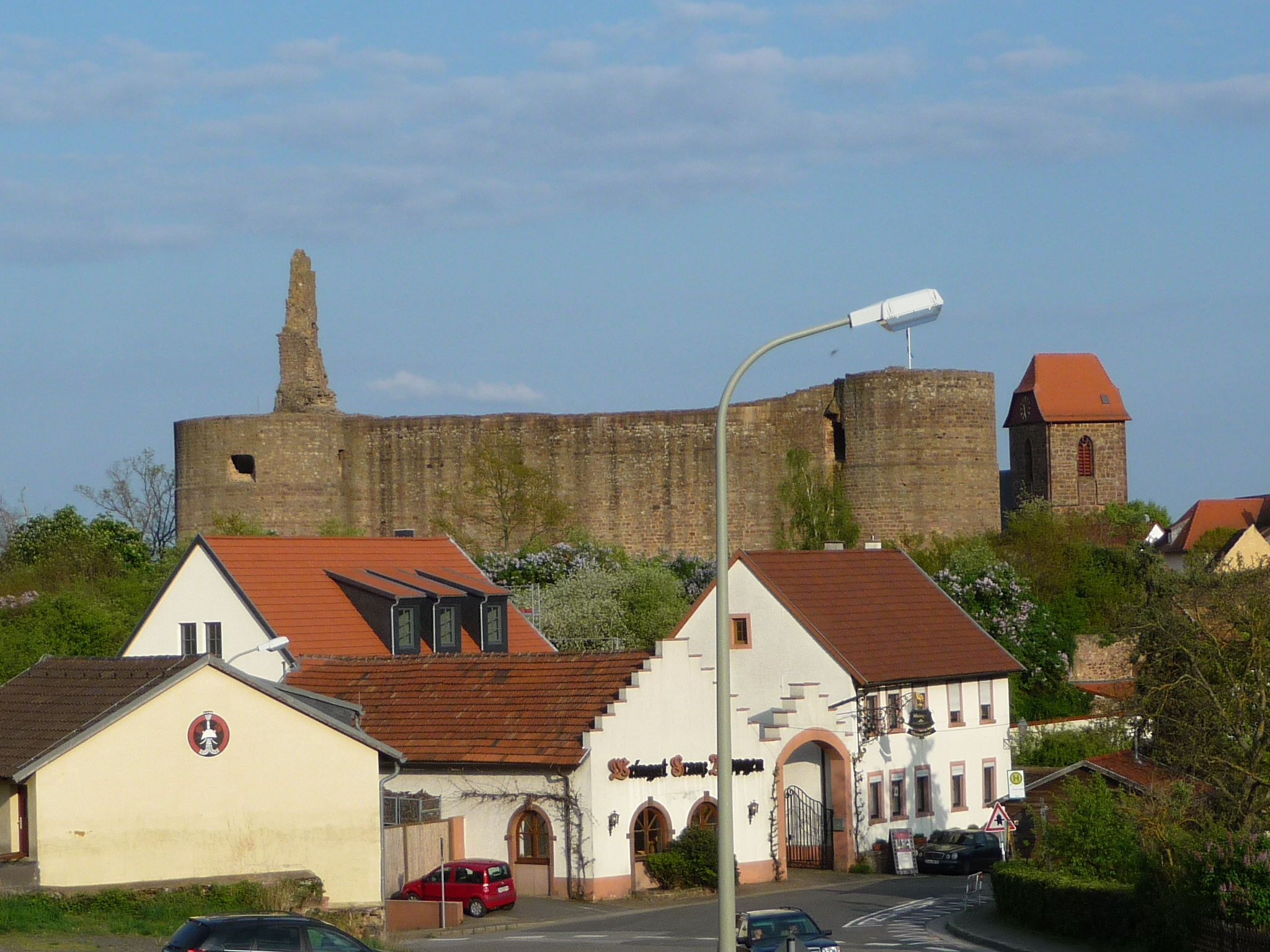
Anblick vom Dorf her
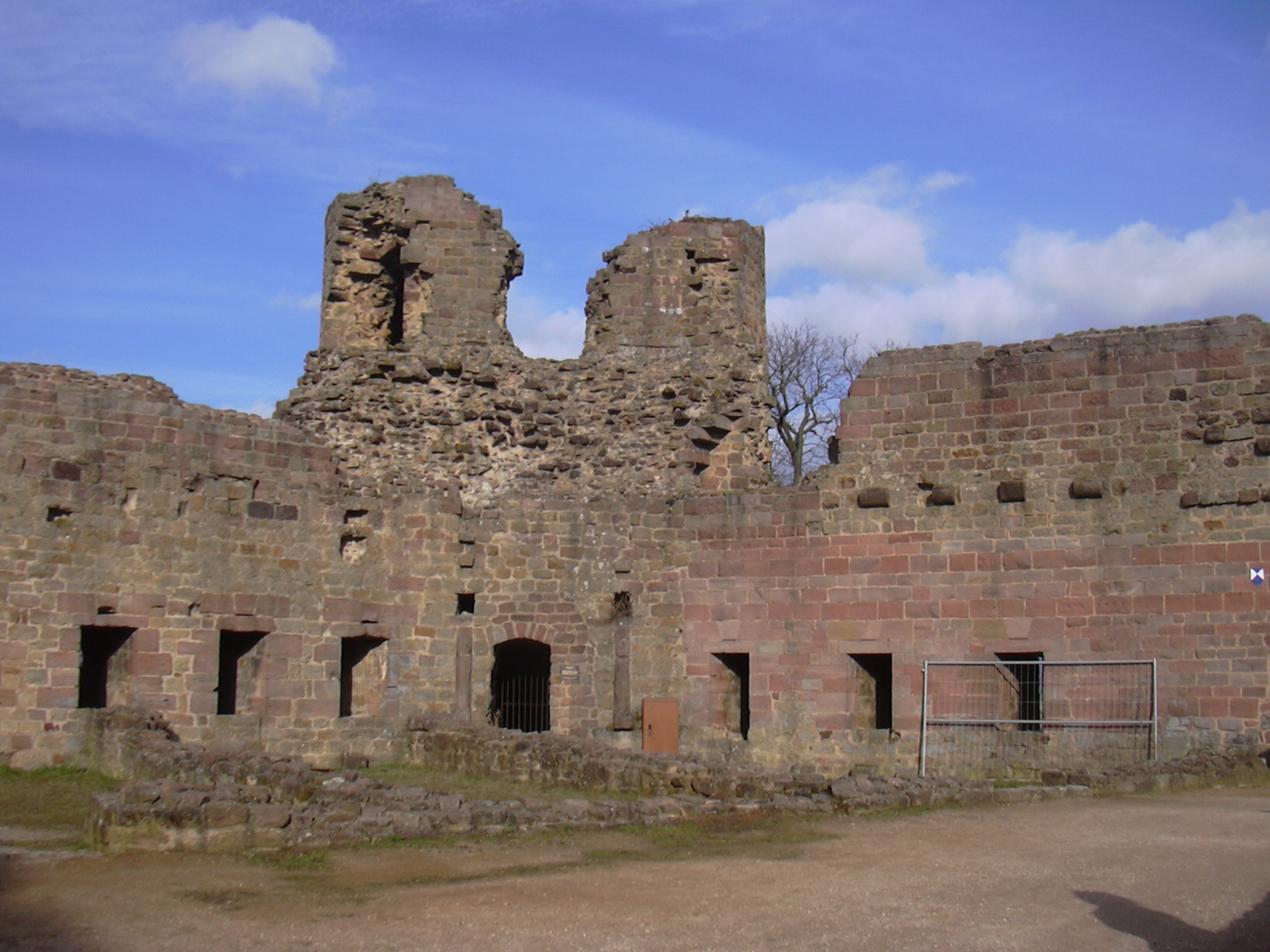
Nordöstlicher Wehrturm (Bergfried)
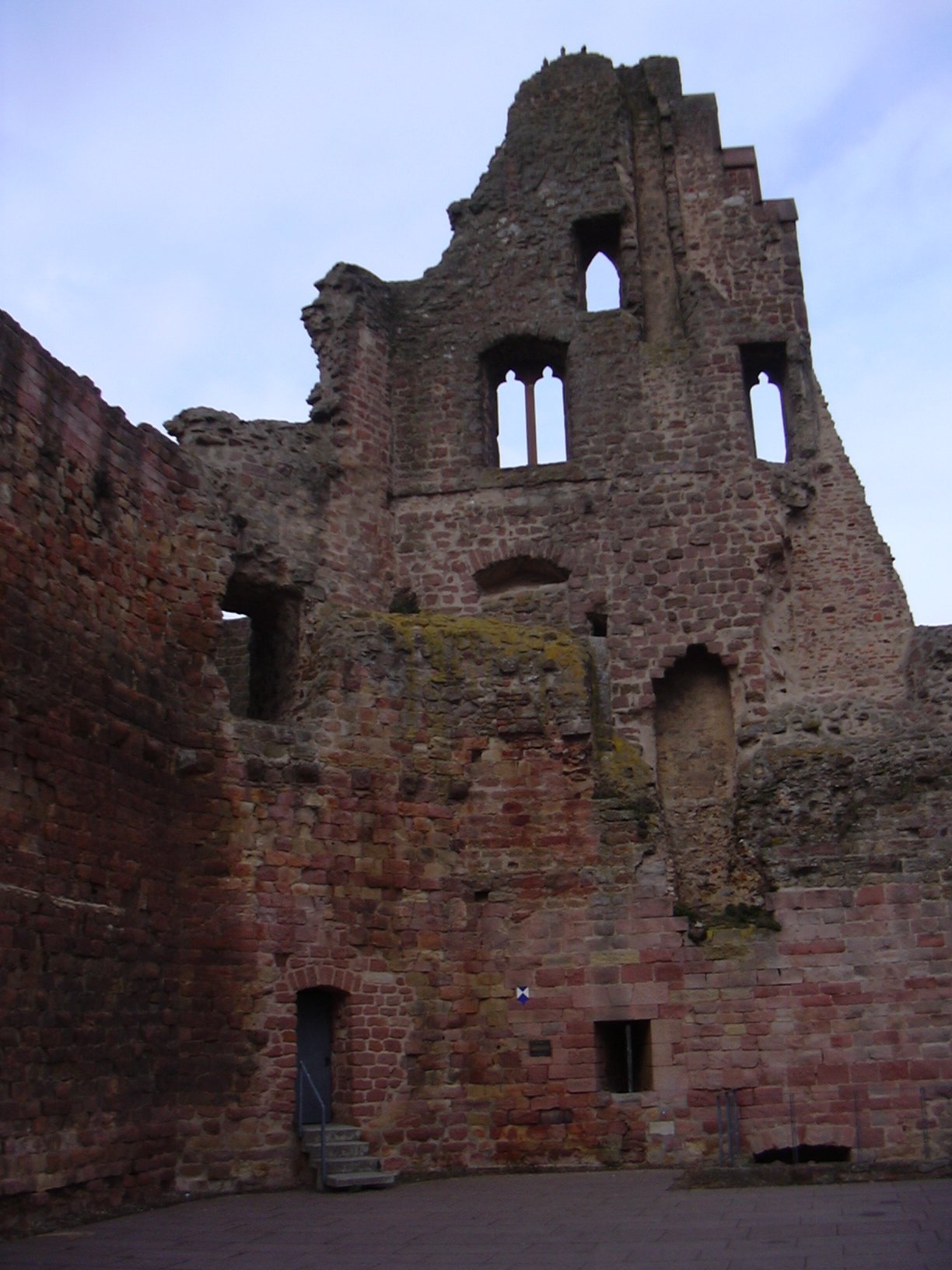
Treppengiebel des Palas in der Nordwestecke
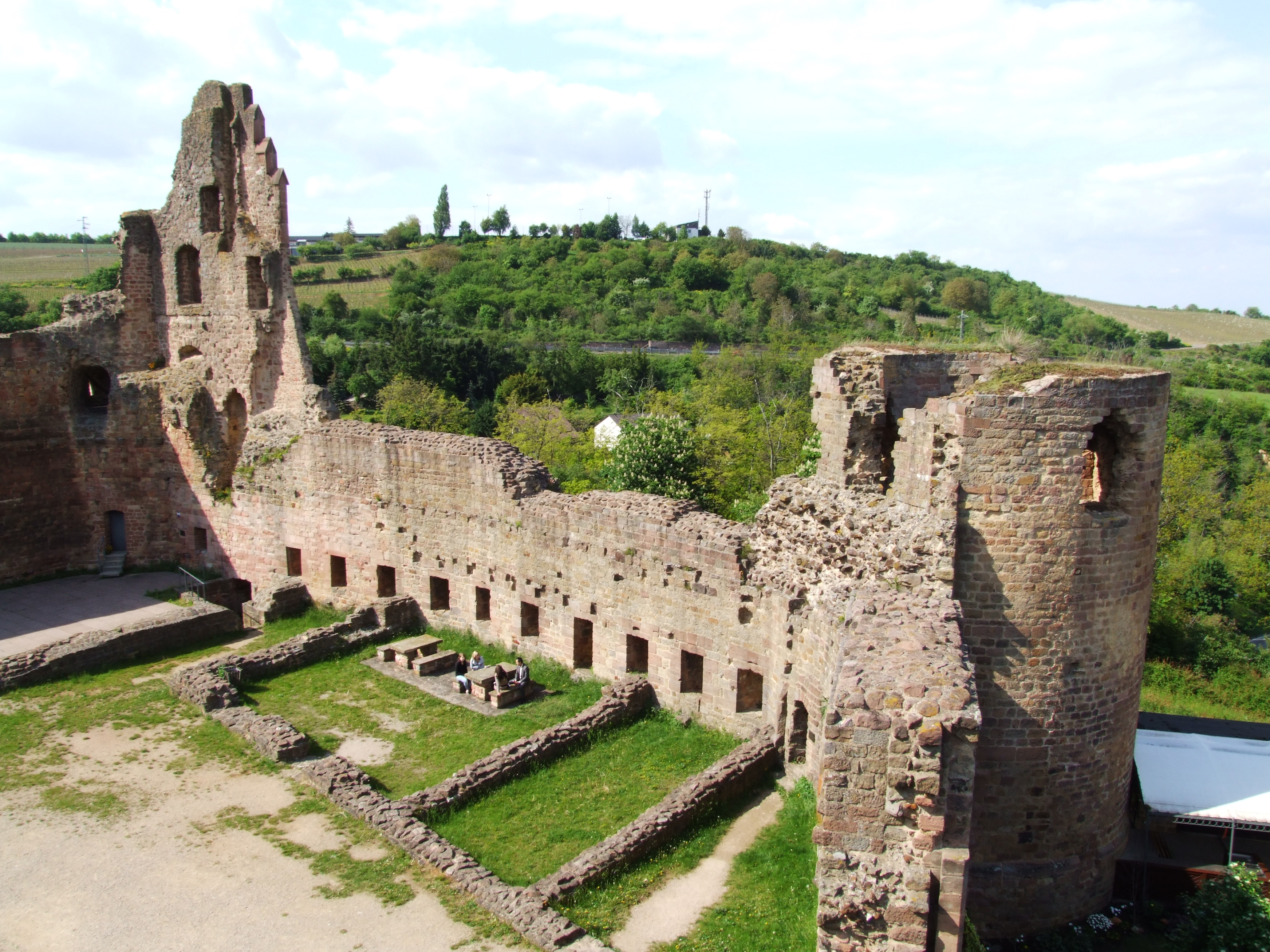
Nordostseite von innen
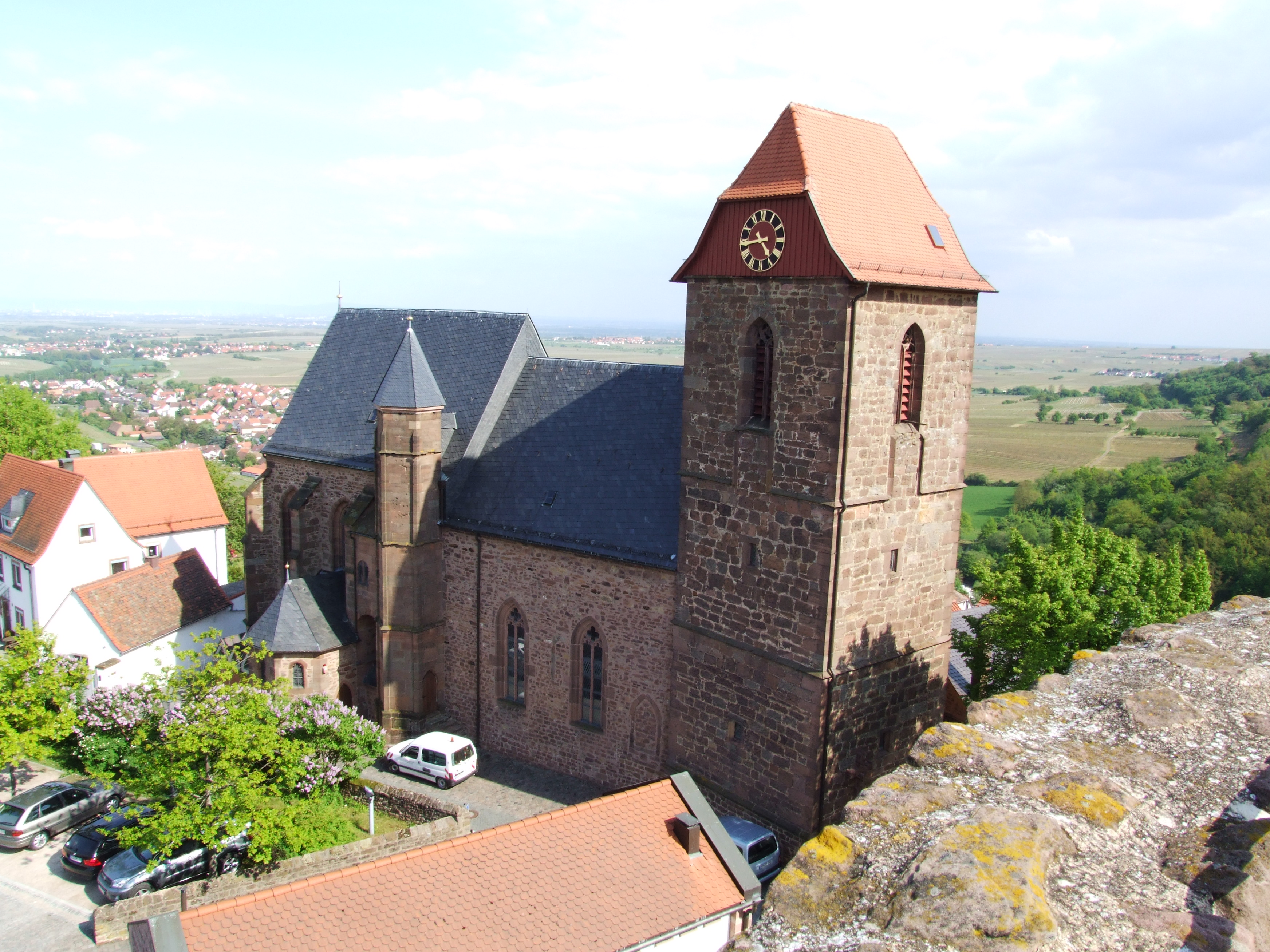
Pfarrkirche St. Nikolaus, früher Burgkapelle
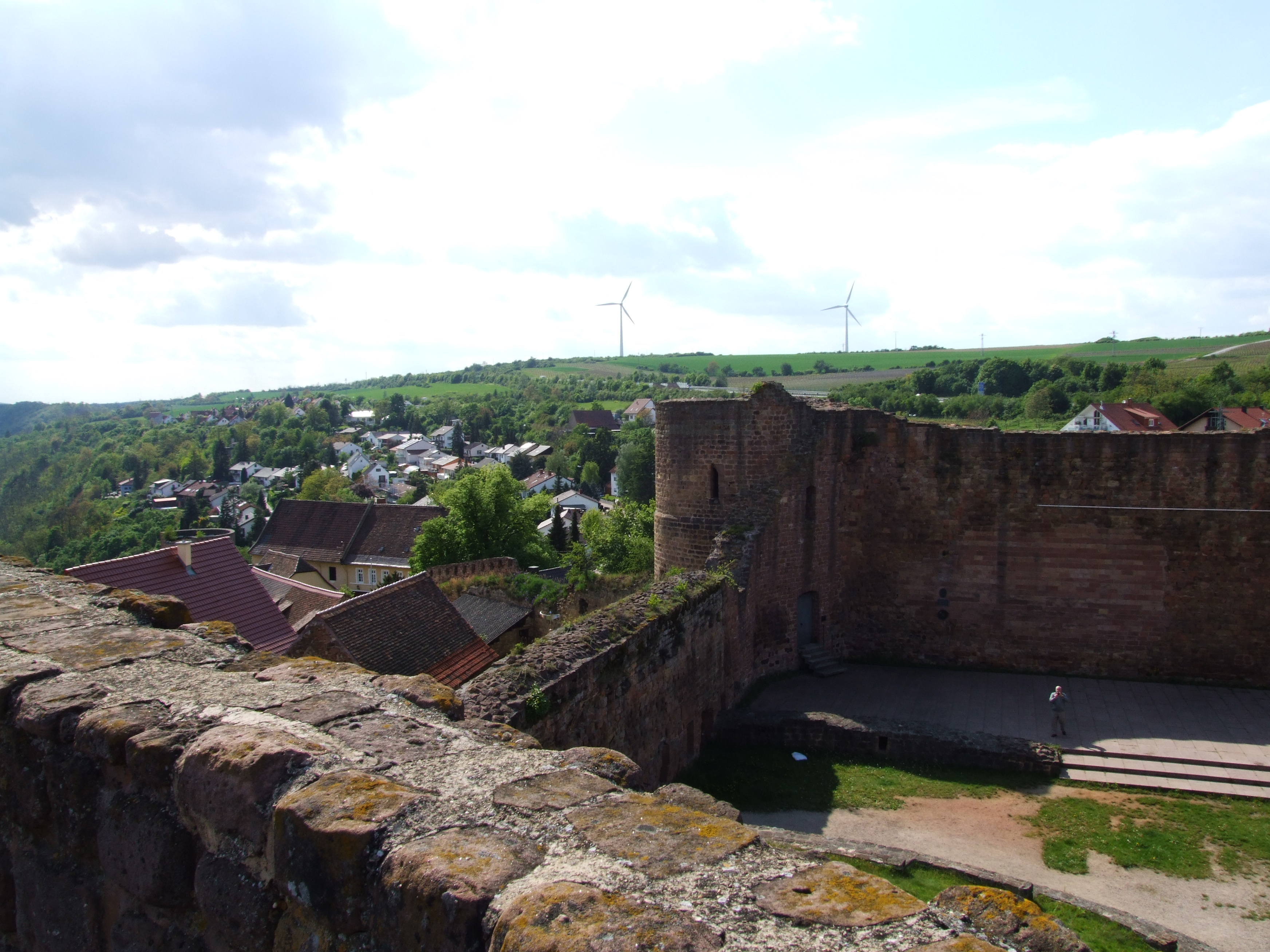
Ausblick nach Süden in Richtung Battenberg

Die Burganlage wird dem sogenannten Kastelltypus zugeordnet, was sich aus dem regelmäßigen Grundriss mit seinen vorspringenden Türmen erklärt. Entgegen älteren Auffassungen ist die Burg allerdings nach dem Muster französischer Burgen des frühen 13. Jahrhunderts in der Ile-de-France entstanden. Es wurde keine bestehende Burg kopiert, sondern die französische Bauweise mit heimischen Bautraditionen kombiniert. Auffällig sind die vier runden Türme und die große Zahl von recht schmalen Schießscharten, sogenannten Schlitzscharten, für Bogen und Armbrust. Die Schlitzscharten zählen zu den frühesten Vertretern auf deutschem Boden. So entstand eine Burg, die – abgesehen von der nur rudimentär erhaltenen Burg Lahr (Baden) – als die früheste Kastellburg auf deutschem Boden gilt.
Die Innenbebauung der ersten Bauphase ist vollständig verloren und konnte nur in geringen Ansätzen bei Grabungen nachgewiesen werden. Die heutigen Reste entstammen dem 14. bis frühen 17. Jahrhundert. Markantes Wahrzeichen der Burg ist hierbei der Treppengiebel des Palas auf der Nordseite, der in seinem heutigen Aussehen auf Landgraf Hesso von Leiningen-Dagsburg (erwachsen ab 1435–1467) zurückgeht. In der Südostecke hat sich der Keller des Leiningen-Westerburger Wohnbaus aus der Zeit um 1508 erhalten. Dort wurde in der zweiten Hälfte des 20. Jahrhunderts die Burgschänke eingerichtet.
Graf Karl Emich ließ ab 1874 den Südost-Turm wieder aufbauen und wohnlich gestalten. Dort hielt er sich regelmäßig als Urlauber auf, weil ihm das Leiningerland ans Herz gewachsen war. Schließlich wurde er Ehrenbürger von Neuleiningen. Dieser Turm ist heute ein begehbarer Aussichtsturm. Seine beiden oberen Geschosse sind zu einem kleinen Heimatmuseum ausgebaut, das Steinguterzeugnisse einer ehemaligen lokalen Fabrik, die 1932 geschlossen wurde, sowie andere handwerkliche Exponate zeigt.
In räumlichen und zeitlichem Anschluss an die Burg ist die gut erhaltene Ortsbefestigung derselben Zeitstellung (13. Jahrhundert) zu sehen, die aufgrund ihrer Einheitlichkeit und ihres Gesamtbildes nur wenige Parallelen in der Region kennt.

## Sehenswürdigkeiten und Kultur

### Aussichtspunkt
Vom 15 m hohen Aussichtsturm der Burg aus bietet sich eine hervorragende Sicht auf die Oberrheinische Tiefebene im Osten, die Berge des Pfälzerwalds im Süden und Westen sowie das nordwestlich gelegene Massiv des Donnersberges. Zu Füßen des Bergdorfs Neuleiningen erstrecken sich der Weiler Neuleiningen-Tal sowie die Nachbarorte Grünstadt-Sausenheim und Kleinkarlbach. Bei klarem Wetter sind auch der Speyerer Dom, das Heidelberger Schloss, der Wormser Dom, Ludwigshafen, Mannheim, der Odenwald und sogar startende Flugzeuge auf dem Frankfurter Flughafen zu erkennen.
Umgekehrt wirkt die in den Nachtstunden illuminierte Burg von der unmittelbar nördlich vorbeiführenden Autobahn 6 (Saarbrücken–Mannheim) sehr eindrucksvoll. In Fahrtrichtung Mannheim taucht sie vor der Kulisse der dicht besiedelten Rheinebene auf, während 20 km hinter der Burgsilhouette das stark beleuchtete Werksgelände der BASF in Ludwigshafen liegt.

### Veranstaltungen
Der Burghof ist seit 2004 Veranstaltungsort des Neuleininger Burgsommers. An vier Wochenenden im Juni und Juli werden dort Open-Air-Konzerte mit nationalen und internationalen Künstlern veranstaltet.
2007 fand in den Burgmauern erstmals das Burg-Weinfest statt, das von den ortsansässigen Winzern organisiert wird und seitdem jährlich stattfindet. 2011 wurde es zum „schönsten Weinfest“ des Jahres erklärt.